# Tina Salama
Pour les articles homonymes, voir Salama.
Tina Salama, née dans le Sud-Kivu au Congo-Kinshasa, est une personnalité politique et journaliste congolaise.

## Biographie
Originaire de Bukavu où elle est marquée par les drames des guerres, Tina Salama participe également à la lutte contre les violences faites aux femmes. Après ses études supérieures, elle devient directrice adjointe de programmes à la radio onusienne, l’unique femme de la direction managériale, avant d’être nommée porte-parole adjointe, du chef de l’État congolais donnant la réplique à Tharcisse Kasongo Mwema,, puis vers la fin de 2022, elle devient porte-parole principale du président congolais.

## Ouvrages
- Tina Salama, Ma vie pendant la guerre…Et après, Éditions du Pangolin, janvier 2021, 98 p. (ASIN B08QFWVB4V)[8]